# Hermann Schittenhelm
Hermann Schittenhelm (* 10. September 1893 in Boll, heute zu Oberndorf am Neckar; † 20. Februar 1979 in St. Ingbert) war ein deutscher Akkordeonist und Komponist.

## Leben
Hermann Schittenhelm, Sohn eines Gastwirts und Bauern, erlernte den Beruf des Mechanikers und arbeitete ab 1922 als Instrumentenmacher beim Trossinger Akkordeonhersteller Hohner. Ab 1924 trat er als Akkordeonist mehrmals live im neugegründeten Radio Zürich auf. Ernst Hohner erkannte und förderte Schittenhelms musikalisches Talent und setzte ihn als Werbeträger ein. In den Jahren von 1929 bis 1934 erhielt Schittenhelm Unterricht bei Hugo Herrmann.
Schittenhelm trat in den 1920er Jahren teils auch als Mitglied des Schittenhelm-Quintetts auf. 1927 gründete er das aus Firmenmitarbeitern bestehende Hohner Akkordeonorchester, dessen Dirigent er 40 Jahre lang blieb, bis 1967 Rudolf Würthner sein Nachfolger wurde. Unter Schittenhelms Leitung spielte das Orchester überwiegend volkstümliche Musik, Polkas, Märsche usw. Er komponierte auch selbst zahlreiche Stücke dieser Genres. Das Orchester machte mehrere Tourneen, teils auch ins Ausland, und trug so wesentlich zur Popularität der Hohner-Akkordeons und zur Gründung von Akkordeonorchestern in zahlreichen Städten bei. Ab 1932 entstanden mehrere Schallplattenaufnahmen des Orchesters.
1931 gehörte Schittenhelm zu den Gründern des Hohner-Konservatoriums, an dem er auch unterrichtete. Schittenhelm stand 1944 in der Gottbegnadeten-Liste des Reichsministeriums für Volksaufklärung und Propaganda.

## Werke
- mit Hugo Hermann: Ausführliche Schule für das vielbässige Piano-Akkordeon. 1934.